# Lithophane torrida
Lithophane torrida är en fjärilsart som beskrevs av Smith 1899. Lithophane torrida ingår i släktet Lithophane och familjen nattflyn. Inga underarter finns listade i Catalogue of Life.